# Викторовка (Березовский район)
Викторовка (укр. Вікторівка) — село, относится к Березовскому району Одесской области Украины.
Население по переписи 2001 года составляло 7777 человек. Почтовый индекс — 67350. Телефонный код — 4856. Занимает площадь 0,958 км². Код КОАТУУ — 5121280801.

## Местный совет
67350, Одесская обл., Березовский р-н, с. Викторовка, ул. Лермонтова, 1